# Baride
Baride (em árabe: بريد‎; romaniz.: barīd) foi o serviço de correio estatal do Califado Omíada e depois do Califado Abássida. Uma grande instituição do começo do Estado islâmico, o serviço postal não foi apenas responsável pela entrega terrestre da correspondência oficial através do império, mas adicionalmente funcionou como agência de inteligência doméstica, que informou aos califas eventos nas províncias e atividades dos oficiais do governo.
Segundo as fontes islâmicas, foi criado pelo primeiro califa omíada, Moáuia I (r. 661–680). O califa Abedal Maleque ibne Maruane (r. 685–705) expandiu-o e os demais omíadas estabeleceram um divã para geri-lo. Após a Revolução Abássida de 750, o Baride recebeu novas melhoria e sob o califa abássida Almançor (r. 754–775) tornar-se-ia um serviço de obtenção de informação para o monarca. Foi abolido pelo sultão seljúcida Alparslano (r. 1063–1072).

## Etimologia

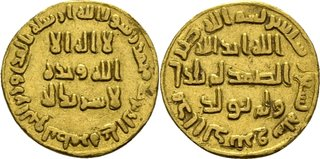
Dinar de ouro de Abedal Maleque ibne Maruane r.

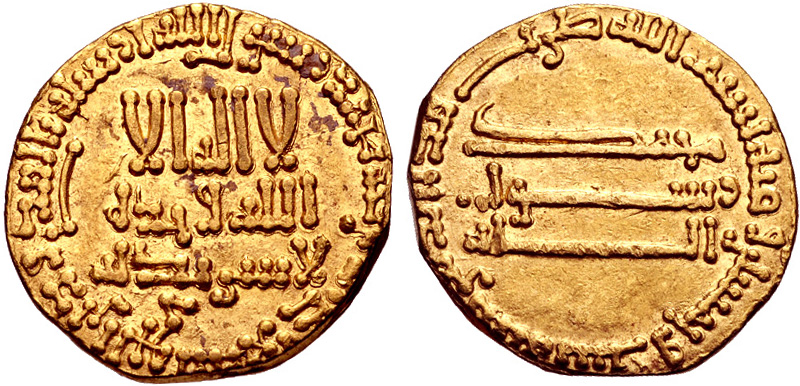
Dinar de ouro de Almançor r.

A etimologia da palavra árabe Baride foi descrita pelo historiador Richard N. Frye como "incerta". Uma origem babilônica foi sugerida pelos estudiosos do século XIX, que ofereceram a seguinte explicação disputada: berīd = Babyl. buridu (do mais antigo *(p)burādu) = 'correio' e 'cavalo rápido'. Tem sido proposto que, uma vez que a instituição postal parece ter sido adotada dos sistemas de correia anteriormente mantidos pelo Império Bizantino e pelo Império Sassânida, a palavra Baride poderia ser derivada do latim tardio veredus ("cavalo postal") ou do persa buridah dum ("tendo uma cauda cortada", em referência aos cavalos postais).

## História
O serviço postal muçulmano aparentemente baseou-se nas organizações de correio de seus antecessores, os bizantinos e sassânidas. Sistemas postais estiveram presentes no Oriente Médio através da Antiguidade, com vários Estados pré-islâmicos tendo operado seus próprios serviços. A tradição local de obrigar a população que vivia próximo às estradas a transportar a bagagem de soldados e oficiais em trânsito, ou a população toda fornecendo bestas de carga para o Estado como no Reino Ptolemaico, tem sido documentada desde o tempo do Império Aquemênida e foi executado pela legislação romana no século IV.
O Baride operou dos tempos omíadas, com os créditos por seu desenvolvendo sendo creditados ao primeiro califa omíada Moáuia I (r. 661–680). Um sucessor de Moáuia, Abedal Maleque ibne Maruane (r. 685–705), fortaleceu a organização, fazendo melhorias adicionais nele após o fim da Segunda Guerra Civil. Os omíadas criaram um divã ou departamento governamental para gerir o sistema e um orçamento separado foi alocado para custeá-lo.

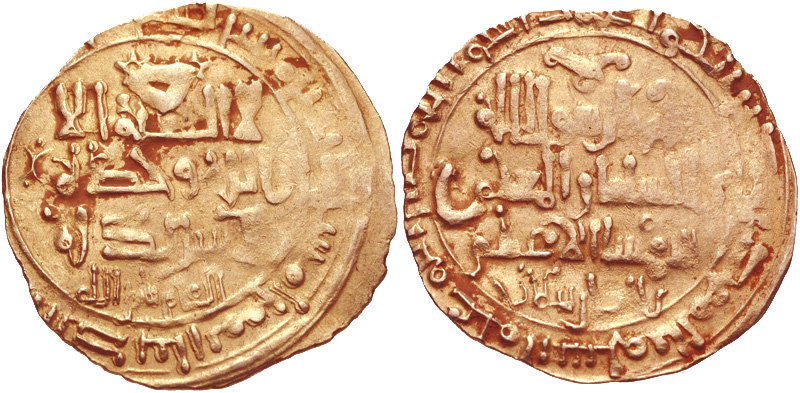
Dinar de ouro de Alparslano r.

Após a Revolução Abássida em 750, o Baride foi ainda mais fortalecido pela nova dinastia e tornou-se uma das mais importantes instituições do governo. O segundo califa abássida Almançor (r. 754–775) colocou particular importância no serviço e utilizou-o como uma ferramenta de inteligência com a qual poderia monitorar questões através do império. Sob seus sucessores, a fiscalização do Baride foi frequentemente confiada a um proeminente oficial ou associado próximo ao califa, tal como os barmécidas Jafar ibne Iáia e Itaque.
Após a fragmentação política do Califado Abássida nos séculos IX e X, o divã do correio central foi supervisionado pelos buídas (945–1055), mas a organização parece ter declinado durante este período. O serviço foi posteriormente abolido pelo sultão seljúcida Alparslano (r. 1063–1072), que considerou diminuta sua capacidade de obtenção de inteligência. Alguns outros Estados muçulmanos, como o Império Samânida da Transoxiana, mantiveram seus próprios sistemas postais em vários períodos, e no século XIII um novo Baride foi criado no Egito e no Levante pelo sultão mameluco Baibars (r. 1260–1277).

## Funções

### Correspondências e viagem

Estações da Baride no Iêmen segundo ibne Cordadebe. Cada ponto representa uma estação

O Baride forneceu aos califas a habilidade de comunicar-se com seus oficiais nas várias regiões sob sua autoridade. Seus mensageiros eram capazes de entregar massivas por todo o império com grande eficiência, com velocidades de deslocação relatados tão rápido quanto quase 100 milhas diárias. O Baride não foi um serviço de correio, e normalmente não transportou cartas privadas enviadas por particulares; em vez disso, normalmente só levado correspondência, tais como relatórios e decretos oficiais, entre agentes do governo.
Para facilitar a rápida entrega das mensagens, o Baride manteve uma extensa rede de estações de descanso, que abrigavam montarias descansadas, alojamento e outros recursos para seus mensageiros. A distância média entre cada estação era, ao menos em teoria, dois para quatro parasangas (10 a 20 quilômetros); segundo o geógrafo do século IX ibne Cordadebe, havia um total de 930 estações por todo o império. Essa rede de retransmissão foi flexível e estações postais temporárias podiam ser estabelecidas como necessário; durante campanhas militares, por exemplo, novos estações postais eram estabelecidas de modo que a linha de comunicação podia ser mantida com o avanço do exército.

"Quando eu preciso de quatro pessoas em minha porta [...] Eles são os pilares do Estado e o Estado não estaria a salvo sem eles [...] o primeiro deles é um juiz a quem nenhum opróbrio pode desviar-se o que agrada a Deus. O segundo é um oficial de polícia que defende os direitos do fraco do forte. O terceiro é o chefe da tributação que investiga e não oprime os camponeses, pois eu posso administrar sem a opressão deles. O quarto [...] um chefe do correio que escreve informação fiável sobre estes [três primeiros] homens."

Califa Almançor, sobre a importância atribuída a ele às atividades de vigilância do Baride.

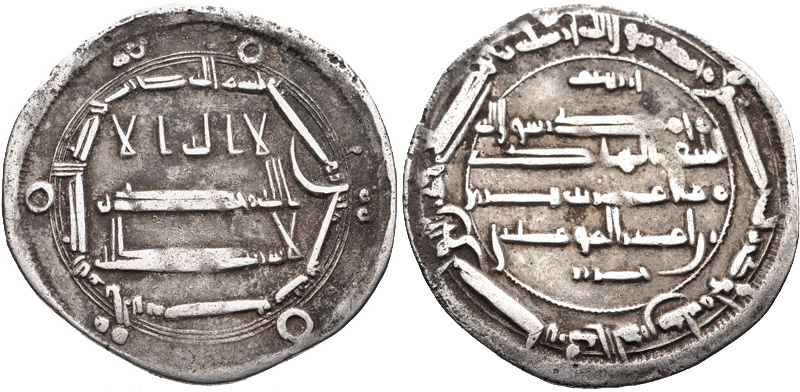
Dirrã do califa Alhadi r.

Além de transportar correspondência, o Baride foi às vezes utilizado para transportar certos agentes do Estado, fornecendo uma forma de viagem rápida para governadores e outros oficiais situados nas províncias. O califa abássida Alhadi (r. 785–786), por exemplo, utilizou o Baride para fazer a jornada de Jurjã à Bagdá após receber as notícias da morte de seu pai. O uso dos recursos do Baride foi rigorosamente controlado, contudo, e autorização especial era requerida para outros agentes do governo para usar suas montarias ou provisões.

### Vigilância
Além de seu papel como um serviço de transporte, o Baride operou como uma rede de inteligência dentro do Estado islâmico. Chefes dos correios (axabe albaride) de cada distrito efetivamente atuaram como informantes para o governo central, e regularmente submeteram relatórios à capital do estado de suas localidades respectivas. Cada eventos de significância, como os procedimentos legais locais, flutuações em preços de produtos essenciais, ou mesmo atividade climática incomum, seriam escritos sobre e enviados para o diretor do divã central, que resumiria a informação e apresentaria-a ao califa.
Além dos assuntos das províncias em geral, os agentes do Baride também monitoraram a conduta de outros oficiais do governo. Chefes do correio tinham de procurar qualquer casos de má conduta ou incompetência e informar ao califa de tal comportamento. Eles também relatavam sobre atos e decretos do governador e juiz local, bem como o balanço do tesouro. Esta informação permitiu ao califa avaliar o desempenho de seus agentes, e demitir qualquer um que se tornasse corrupto ou rebelde.